# گاسترکتومی
گاسترکتومی یا معده‌برداری (به انگلیسی: Gastrectomy)، عمل جراحی برای برداشتن همه یا بخشی از معده است.

## تاریخچه
گاسترکتومی اولین بار در سال ۱۸۸۱ توسط تئودور بیلروت (به انگلیسی: Theodor Billroth) جراح شهیر آلمانی صورت پذیرفت. این عمل برای درمان سرطان معده انجام شد.

## اندیکاسیونها
انجام عمل گاسترکتومی معمولاً برای درمان بیماری‌های زیر صورت می‌گیرد:
- سرطان معده
- خونریزی زخم معده
- سوراخ شدن دیواره معده
- پولیپ‌های غیر سرطانی[۲]

## عوامل خطر افزا
سیگار - غذاهای نمک اندود و پر چرب - سابقه فامیلی - هلیکوباکترپیلوری - سن بالای ۴۰ - جنس مرد - ضایعات التهابی در معده- عادت‌های نادرست تغذیه (زیاد و سریع خوری – کم بودن سبزیجات و...) استرس‌های روحی و روانی- مصرف بیش از حد الکل – مصرف فراوان آسپیرین یا سایر داروهای ضد التهاب غیر استروئیدی

## انواع گاسترکتومی

### جهت درمانسرطان معده
- توتال گاسترکتومی: معده به‌طور کامل برداشته می‌شود و مری به ژژنوم آناستوموز (اتصال) داده می‌شود،[۵]
- ساب توتال گاسترکتومی: برداشتن نیمه یا یک سوم زیرین معده که این بیشتر در بدخیمی‌ها و زخم‌های معده اندیکاسیون دارد و به دو روش قابل انجام است
  - بیلروت ۱(گاسترودئونوستومی): در این روش قسمت دیستال معده و پیلور  برداشته می‌شود و قسمت باقی مانده معده به دئودنوم آناستوموز می‌گردد.
  - بیلروت ۲ یا (گاستروژژنوستومی)، یکی از روش‌های جراحی گاسترکتومی ساب توتال است که در آن قسمت انتهایی معده و پیلور برداشته می‌شود و قسمت باقی ماندهٔ معده به ژژنوم آناستوموز (متصل) می‌گردد. البته در مواقعی که بدخیمی به دئودنوم گسترش یافته‌است، برداشت دئودنوم نیز صورت می‌پذیرد نکته :گاهی اوقات بعد از انجام این عمل، جهت پیشگیری از ایجاد پپتیک اولسر، واگوتومی ترونکال را نیز انجام میشود.[۶]

### جهت درمانزخم معده
- آنترکتومی:یک شکل محدود گاسترکتومی که در آن آنتروم معده، حذف شده‌است.
- پیلوروپلاستی: به معنای گشاد کردن و ترمیم پیلور است.
- واگوتومی:عمل جراحی بر روی عصب واگ است که در نتیجهٔ آن بخش تولید‌کنندهٔ اسید معده غیر فعال می‌شود و این برای درمان بیماری‌هایی مانند گاستریت مزمن یا زخم‌های دوازدهه پیشرفته انجام می‌شوند که به دارو پاسخ نداده‌اند[۷]

### جهت درمانچاقی
این عمل‌ها بیشتر از طریق لاپاروسکوپی انجام می‌شوند.
- حلقه گذاری قابل تنظیم معده
- روش بای پس معده: RUX & Y[۸]

## چه کسانی عمل گاسترکتومی را انجام می‌دهند؟
- جراحان عمومی که در درمان و جراحی بیماری‌های شکم از جمله: آپاندیسیت، فتق، کیسه صفرا، معده و بیماری‌های روده‌ای تخصص دارند.
- انکولوژیست جراحی در جراحی سرطان تخصص دارند.
- جراحان چاقی در عمل جراحی کاهش وزن تخصص دارند.[۹]

## اقدامات تشخیصی
قبل از انجام گاسترکتومی، بیماران باید اقدامات تشخیصی نظیر: بلع باریوم و توموگرافی کامپیوتری (CTاسکن)، سونوگرافی، آندوسکوپی و بیوپسی (آزمایش میکروسکوپی بافت) را برای تأیید تشخیص و محل تومور یا زخم انجام دهند.

## وسایل و تجهیزات مورد نیاز برای گاسترکتومی
ست جراحی بزرگ یا ست لاپاراتومی، الکتروکوتر، ساکشن، پری‌ست، دستکش جراحی، تیغ بیستوری شمارهٔ ۱۰، نخ بخیه به انتخاب جراح، کلیپس عروقی و درن
- نوع بیهوشی: بیهوشی عمومی[۱۱]
- نوع پوزیشن جراحی: پوزیشن خوابیده به پشت (سوپاین)
- نوع پرپ و درپ: لاپاراتومی

## مراقبت‌های قبل از انواع عمل‌های  گاسترکتومی
- انجام آزمایش‌ها و گرافی‌های درخواست شده
- NPO بودن (ناشتا بودن)، که پزشک زمان آن را تعیین می‌کند.
- گرفتن رضایت نامه و خارج کردن زیورآلات و دندان مصنوعی
- شیو ناحیهٔ زیر سینه تا نیمهٔ ران (حذف موهای اضافه)
- مایع و دارو درمانی و آنتی بیوتیک‌های پروفیلاکتیک (پیش‌گیرانه)[۱۲]
- برقراری خط وریدی برای گرفتن مایعات و داروها
- گذاشتن سوند ادراری، ساعت ۹ شب قبل از عمل
- گذاشتن سوند معده، ساعت ۶ صبح روز عمل[۱۳]

## مراحل انجام عمل گاسترکتومی توتال
1. بعد از بیهوشی، و درپ و پرپ بیمار، جراح می‌تواند برای ایجاد برش از یکی از روش‌های خط میانی (مید لاین)، زیر دنده‌ای (ساب کوستال) راست و چپ یا سینه‌ای-شکمی (توراکو-آبدومینال) بهره ببرد.
2. بعد از برش لایه‌های شکمی و صفاق، معده نمایان می‌شود.[۱۴]
3. همهٔ اتصالات معده شامل: چادرینه کوچک و بزرگ و رباط‌های معدی با کمک کوتر جدا می‌شود. تمامی عروق خونی متصل به معده توسط  الکتروکوتر، لیگاتور و کلیپس مسدود می‌شود.
4. معده توسط  استاپلر از مری و دئودنوم جدا شده و معده به‌طور کامل از شکم خارج می‌گردد.

در این وضعیت ژژنوم بریده شده و انتهای پروگزیمال آن به مری (Esophagojejunstomy) و انتهای دیستال آن مجدداً به ژژنوم آناستوموز (متصل) می‌شود (jejunojejunostomy). 
ژژنوژژنوستومی از ریفلاکس صفرا و ترشحات پانکراس به مری جلوگیری می‌کند.
- در آخر حفرهٔ شکم شست وشو داده شده و لایه‌های شکمی بسته می‌شوند.
  - در مواقعی که امکان برداشت معده از درون حفرهٔ شکم وجود ندارد، از روش بای پس معده (RUX & Y) استفاده می‌شود[۱۵]

## مراقبت‌های پرستاری بعد از انواع عمل‌های گاسترکتومی
- تجویز و تزریق مسکن‌های کافی و به موقع، تا بیمار بتواند به راحتی نفس‌های عمیق کشیده و از بروز عوارض ریوی جلوگیری کند.
- تشویق به خروج از تخت و داشتن تحرک برای جلوگیری از لخته شدن خون.
- NPO بودن تا زمانی که پزشک دستور داده است.[۱۶]
- حفظ وضعیت تغذیهٔ بیمار و تزریق آنتی بیوتیک  به صورت وریدی.
- کنترل جذب و دفع.
- نظافت بینی و شست و شوی دهان با گاز مرطوب و آب سرد[۱۷]
- ترشحات معده تا ۱۲ ساعت اول ممکن است کمی خون آلود باشد ولی اگر بیشتر از آن شد دلیل بر خونریزی داخلی است و باید فورا گزارش شود. ساکشن ترشحات معده باید ادامه یابد تا ترشحات و گازهای معده خارج گردند.
- در گاسترکتومی‌های توتال، چون معده‌ای جهت ترشح وجود ندارد به مجرد بازگشت حرکات روده و دفع گاز سوند معده برداشته می‌شود اما این زمان در گاسترکتومی‌های ساب توتال معمولاً تا سه روز به طول می‌انجامد.
- پس از برداشتن سوند معده، رژیم مایعات به مقدار کم و بسیار رقیق آغاز می‌شود و رفته رفته بر غلظت آن آفزوده می‌گردد، تا آن جایی که بیمار تغذیهٔ طبیعی در ۶ وعده داشته باشد.
- در صورت نفخ شکم، گذاردن دوبارهٔ سوند معده و ساکشن نمودن ترشحات ضروری است.
- چون بیمار به دفعات و میزان کمی غذا می‌خورد، دادن ویتامین‌ها، املاح و مواد تقویتی ضروری است.[۱۸]

## عوارض
- عفونت: پریتونیت، آبسه و انواع عفونت‌های بیمارستانی مانند:  ذات الریه یا عفونت کلیه، مثانه، و سپسیس (عفونت منتقله از راه خون) امکان‌پذیر است. استفاده مؤثر کوتاه مدت از آنتی بیوتیک  خطر عفونت را کاهش می‌دهد.
- خونریزی: چون عمل گاسترکتومی باز، برش لاپاراتومی دارد با خون‌ریزی زیادی همراه است و ممکن است به رزرو خون نیز نیاز باشد. به علاوه استفاده کردن از رقیق‌کننده‌های خون برای جلوگیری از ترومبوآمبولی وریدی خطر خون‌ریزی را افزایش می‌دهد.[۱۹]
- ترومبوآمبولی وریدی: هر گونه صدمه مانند یک عمل جراحی یا بی تحرکی بعد از آن باعث افزایش انعقاد خون می‌شود. در نتیجه افزایش احتمال تشکیل لخته در پاها، یا گاهی اوقات لگن، به ویژه در بیماران چاق وجود دارد. اگر لخته آزادانه در خون حرکت کند و به ریه‌ها برسد آمبولی ریه نامیده می‌شود که عارضهٔ بسیار خطرناکی است. تجویز رقیق‌کننده خون قبل از عمل به منظور کاهش احتمال این عارضه بسیار مفید است.
- انسداد روده به علت چسبندگی
- عوارض بای پس معده مانند: پس زدن، نشت و تنگی آناستوموز[۲۰]
- سندرم دامپینگ: به نشانه‌هایی که بعد از غذا خوردن بروز می‌کند و احتمالا به علت تخلیهٔ سریع محتویات معده به داخل رودهٔ کوچک می‌باشد.
- شوک: جهت جلوگیری از آن، دادن مایعات وریدی به حد کافی و نگهداری دمای بدن در حد طبیعی لازم است.
- استفراغ: یک یا دو بار پس از عمل بیمار ممکن است استفراغ نماید که شامل خونه تیره رنگ و ترشحات معده می‌باشد. این عارضه معمولاً ۸ تا ۱۰ ساعت بعد از عمل برطرف می‌شود.
- اسهال: دراولین هفته‌های پس از عمل بر طرف می‌گردد ولی باز هم نیاز به درمان طبی دارد.[۲۱]
- کمبودهای تغذیه‌ای:

- سوء جذب کلسیم  یا ویتامین D ممکن است به دردهای استخوانی و شکستگی‌های پاتولوژیکی بینجامد.
- آهن به‌طور جدی دچار کمبود می‌شود و باید توسط فروس سولفات یا فروس فومارات جایگزین شود.
- ویتامین B12، برای جذب شدنش از ایلئوم نیاز به فاکتور داخلی دارد که توسط سلول‌های جداری معده ساخته می‌شود. در بیماران بدون معده یا دارای یک معدهٔ کوچک، این ویتامین جذب نمی‌شود و کمبود آن  می‌تواند منجر به کم خونی مهلک شود. برای جایگزینی این ویتامین می‌شود از قرص زیر زبانی یا نوع تزریقی آن استفاده نمود.[۲۲]

## نگارخانه

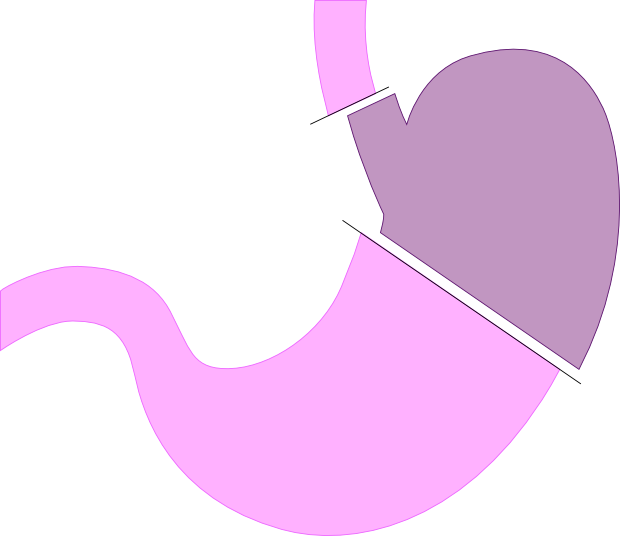
گاسترکتومی پروگزیمال
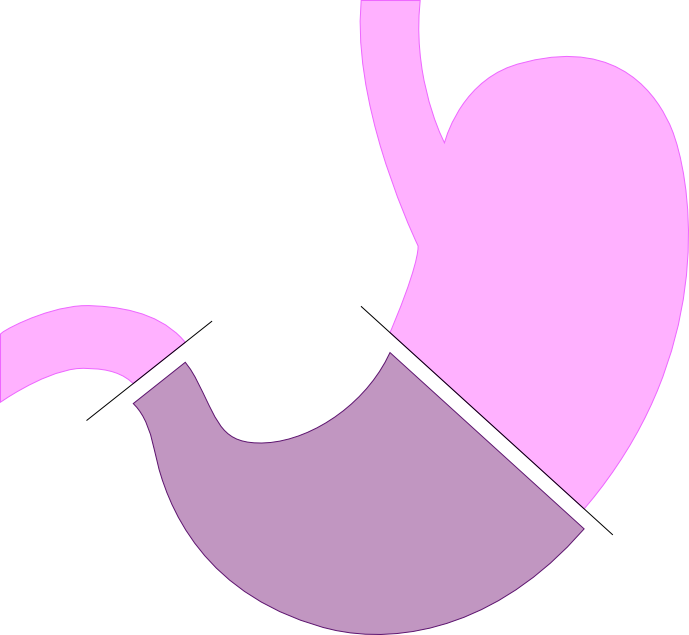
گاسترکتومی بخش انتهایی معده
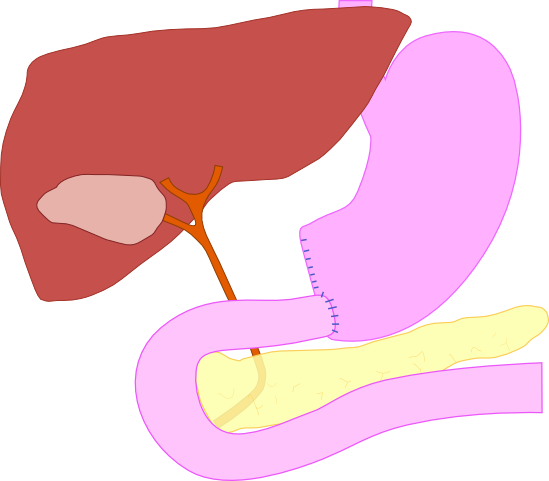
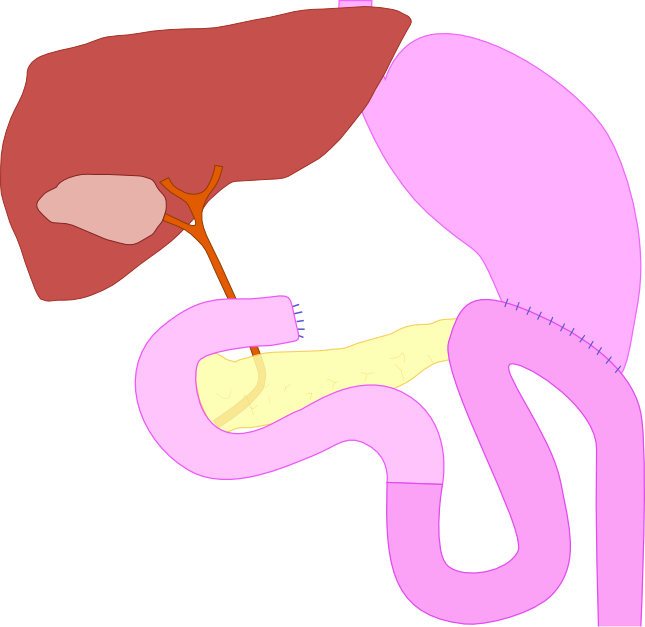
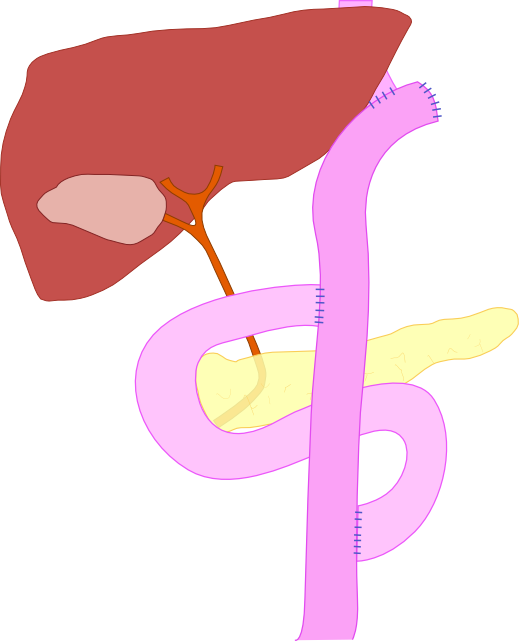
گاسترکتومی با ایجاد دو مجرا
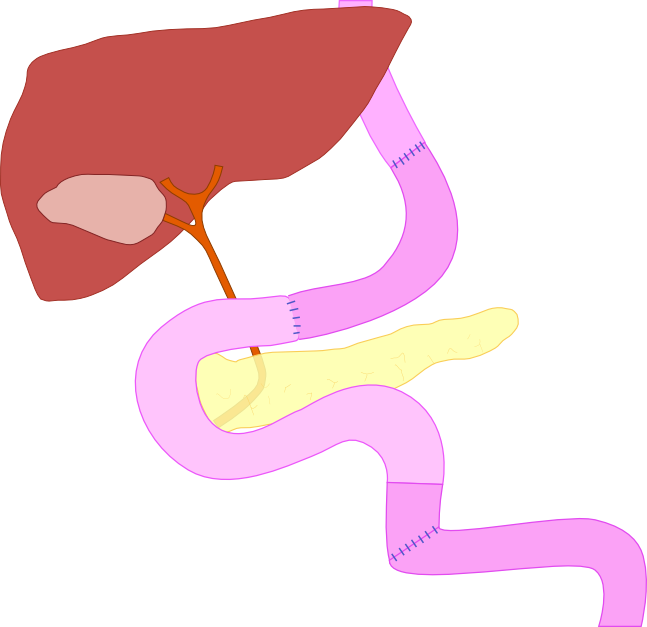
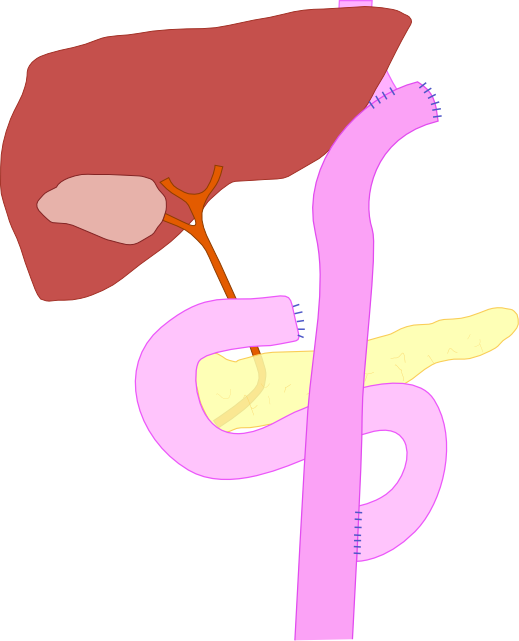